# The Best of Kiss, Volume 2: The Millennium Collection
The Very Best of KISS – album kompilacyjny amerykańskiej grupy rockowej KISS wydany w czerwcu 2004 roku.

## Utwory
1. „Creatures of the Night" (Paul Stanley, Adam Mitchell) – 4:05
  - z albumu Creatures of the Night
2. „I Love It Loud" (Gene Simmons, Vinnie Cusano) – 4:18
  - z albumu Creatures of the Night
3. „Lick It Up" (Stanley, Vinnie Vincent) – 3:58
  - z albumu Lick It Up
4. „All Hell’s Breakin’ Loose" (Eric Carr, Stanley, Vincent, Simmons) – 4:35
  - z albumu Lick It Up
5. „Heaven’s on Fire" (Stanley, Desmond Child) – 3:23
  - z albumu Animalize
6. „Thrills in the Night" (Stanley, Jean Beauvoir) – 4:24
  - z albumu Animalize
7. „Tears Are Falling" (Stanley) – 3:56
  - z albumu Asylum
8. „Uh! All Night" (Stanley, Child, Beauvoir) – 4:03
  - z albumu Asylum
9. „Crazy Crazy Nights" (Stanley, Mitchell) – 3:48
  - z albumu Crazy Nights
10. „Reason to Live" (Stanley, Child) – 4:01
  - z albumu Crazy Nights
11. „Hide Your Heart" (Stanley, Child, Holly Knight) – 4:25
  - z albumu Hot in the Shade
12. „Forever" (Stanley, Michael Bolton) – 4:49
  - z albumu Hot in the Shade

## Informacje
- Paul Stanley – wokal, gitara prowadząca i gitara rytmiczna, wokal wspierający
- Gene Simmons – bas, wokal, wokal wspierający
- Vinnie Vincent – gitara prowadząca i gitara rytmiczna
- Eric Carr – perkusja, wokal wspierający, wokal
- Mark St. John – gitara prowadząca i gitara rytmiczna
- Bruce Kulick – gitara prowadząca i gitara rytmiczna